# Gustav Hell
Gustav Hell (4. července 1843 Vídeň – 21. prosince 1921 Opava) byl rakouský chemik a farmaceut, majitel a provozovatel lékárny U Bílého anděla v Opavě a posléze zakladatel průmyslové farmaceutické firmy Gustav Hell et Comp. (později Galena a Teva Czech Industries) v Komárově u Opavy. Podnik se posléze stal největší farmaceutickou firmou v celém Rakousku-Uhersku.

## Život

### Mládí
Narodil se ve Vídni v rodině ministerského úředníka. Po absolvování gymnázia nastoupil ke studiu farmacie na Vídeňské univerzitě, které dokončil roku 1864. Zde se seznámil s několika studenty z moravského Slezska, včetně Aloise Hellmanna z Města Albrechtic, na jejichž radu Hell po ukončení studia nastoupil do lékárny U Bílého anděla v centru Opavy. Roku 1873 se také oženil s Rosálií Urbanovou, dcerou majitele domu, kde lékárna sídlila a po jeho smrti pak dům s manželkou zdědili.

### Gustav Hell et Comp.

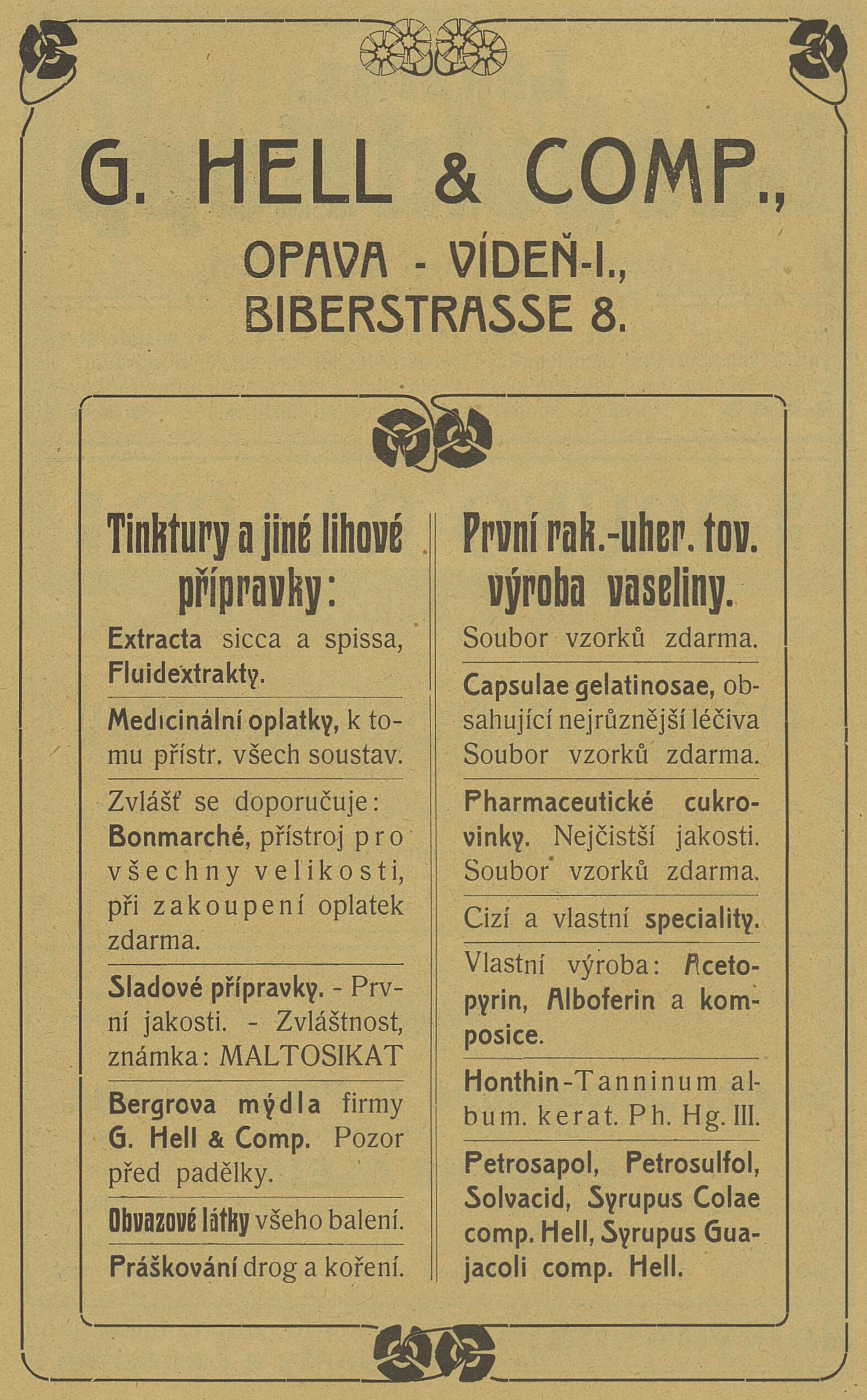
Nabídka firmy Gustav Hell et Comp. (Časopis českého lékárnictva, 1911)

Roku 1875 získal Hell licenci na výrobu dehtových preparátů a začal ve svém podniku léčiva vyrábět ve větším množství. V roce 1883 pak se svým přítelem Hellmannem založil opavský lékárník společně se svým přítelem Hellmanem podnik s názvem Gustav Hell et Comp. Mletí drog a výroba farmaceutických preparátů probíhala s pomocí 30 zaměstnanců v někdejším mlýně Hranečník mezi Opavou a Komárovem, který Hell koupil v roce 1882. V roce 1885 byla zakoupena továrna ve Vídni, ale rovněž zrušenou Glasnerovu továrnu na výrobu krevní soli, která byla upravena a následně sem byla přesunuta výroba z mlýna Hranečník. V tomto provozu zpočátku probíhala produkce extraktů, vazelíny, obvazů a také cukrovinek, postupně se továrna rozšiřovala a rozšiřovala nabídku o další produkty. Společnost příliš neprosperovala až do roku 1892, kdy zažila díky epidemii chřipky a tím velké poptávce po svých produktech nebývalý rozvoj.
V roce 1903, kdy byla firma přeměněna na akciovou společnost, již ve firmě pracovalo 230 zaměstnanců a měla své zastoupení v Berlíně, Hamburku, Miláně, Alexandrii, Chicagu, Melbourne a Ósace. V další letech pak zřídila pobočné závody v Kravařích, Ratiboři, Nise a Olomouci. Postupně tak narostla v největší farmaceutický podnik v rakousko-uherské monarchii.
Hell rovněž na přelomu 19. a 20. století vykonával funkci předsedy slezského lékárenského grémia.

### Úmrtí

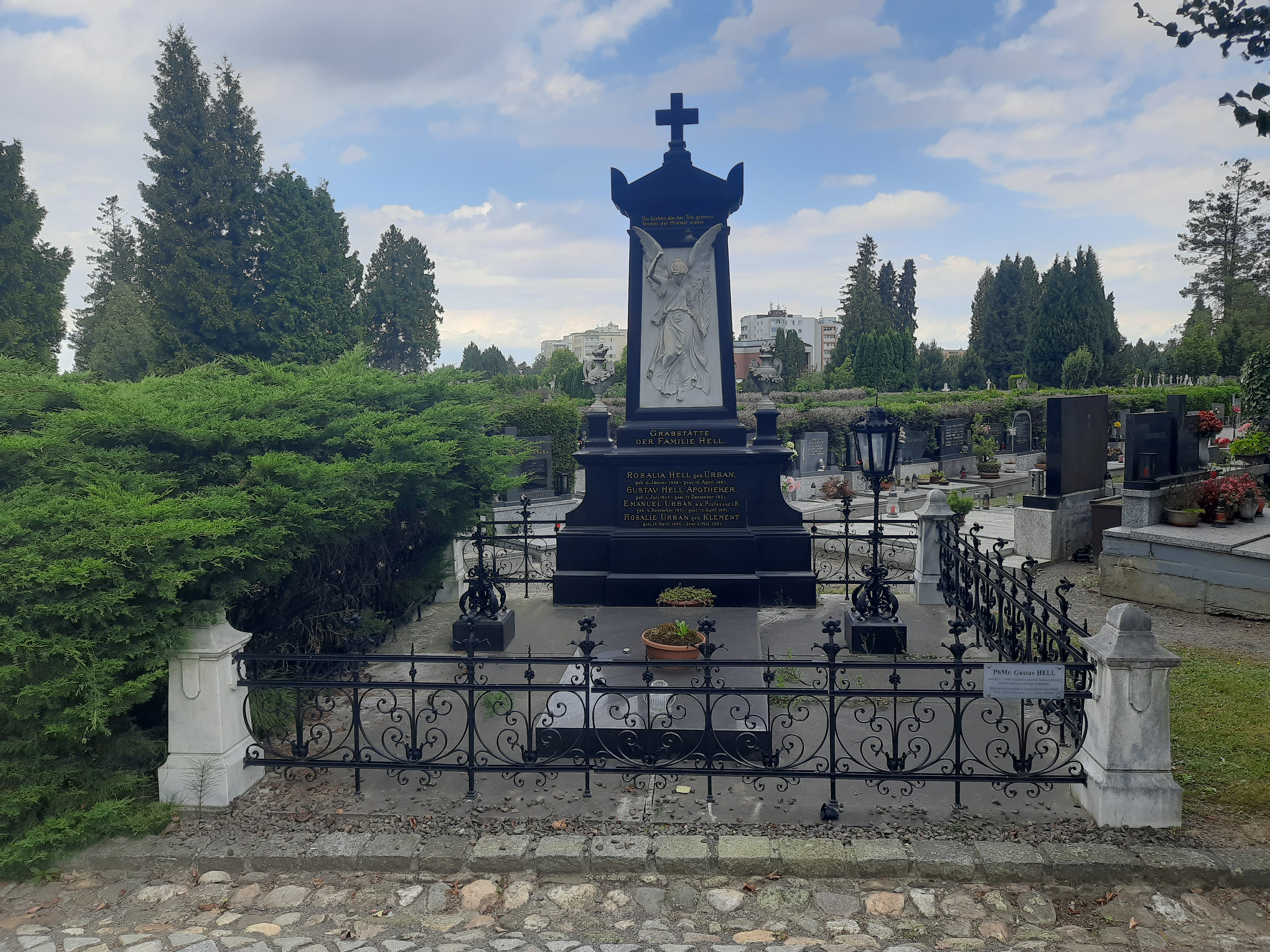
Rodinná hrobka rodiny Hellovy a Urbanovy na Městském hřbitově v Opavě

Gustav Hell zemřel 21. prosince 1921 v Opavě věku 62 let a byl pohřben v rodinné hrobce na Městském hřbitově v Opavě.
Po skončení druhé světové války a únoru 1948 byl podnik znárodněn a pod názvem Hellco zařazen do národního podniku SPOFA. Roku 1952 přejmenován na Galena, na jehož základě pak po roce 1989 vznikla farmaceutická firma Teva.